# 辛杜尔

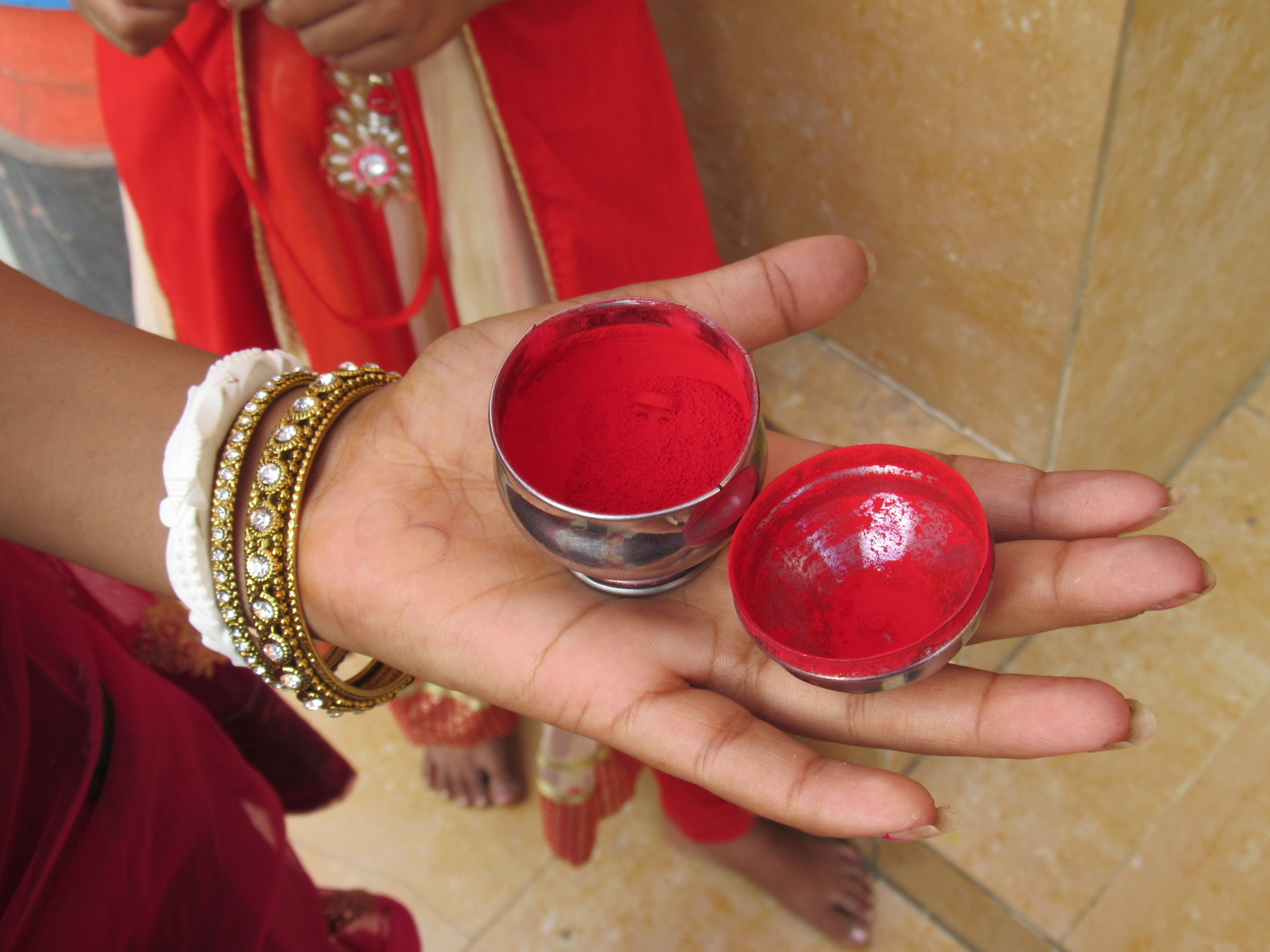
辛杜尔

辛杜尔（IAST：sindūr），又稱申頭羅（IAST：sindūra）是印度教婦女結婚或婚後塗抹的朱紅色、橙红色或栗色的化妆粉。  如果有婦女曾經塗抹辛杜尔但之後不再塗抹，很可能就意味着此人丧偶。 